# Windows Media Services
Windows Media Services is een streaming media-server van Microsoft die het mogelijk maakt om streaming media (audio/video) te genereren.
Alleen Windows Media, JPEG en MP3-formaten worden ondersteund. WMS is de opvolger van NetShow. Het product werd bij de introductie van Internet Information Services versie 8 vervangen door IIS Media Services.